# Unionizam u Irskoj
Unionizam u Irskoj je stajalište da Irska treba ostati dio Ujedinjenog Kraljevstva. Irska, dugo vremena engleska kolonija, postala je dio državne zajednice s Velikom Britanijom Aktom o Uniji 1800. godine. Naziv državne zajednice je bio Ujedinjeno Kraljevstvo Velike Britanije i Irske.
Unionisti, nekad zastupljeni po cijelom otoku, danas su ograničeni uglavnom na Sjevernu Irsku. Unionisti su uglavnom potomci protestantskih doseljenika za vrijeme kolonizacije i naseljavanja Irske koje počinje u 16. stoljeću. Gotovo svi su potomci anglikanskih Engleza i prezbiterijanskih Škota. Engleska je naseljavala protestante na zemlju koju je oduzela irskim katoličkim zemljoposjednicima s namjerom da pacificira nemirnu koloniju.
Stvaranjem Irske slobodne države i Sjeverne Irske unionisti ostaju većina na sjevernom djelu otoka koji ostaje dio Ujedinjenog Kraljevstva dok polako nestaju i gube utjecaj na južnom dijelu koji stjeće samostalnost.